# 前刺似口蝦蛄
前刺似口蝦蛄（学名：Oratosquillina perpensa）为蝦蛄科似口蝦蛄屬下的一个种。